# Proceso de Gibraltar
Proceso de Gibraltar és una pel·lícula espanyola en blanc i negre estrenada el 29 de març 1968 escrita i dirigida per Eduardo Manzanos Brochero de caràcter polític totalment profranquista.

## Sinopsi
Un grup d'alumnes d'un Col·legi Major que es dediquen a dur a terme experiments dramàtics revivint esdeveniments històrics, decideixen improvisar un procés contra els reis d'Anglaterra amb l'acusació d'incomplir el tractat d'Utrecht pel que fa a la colònia de Gibraltar. Seguint el Llibre Roig del Ministeri d'Afers Exteriors d'Espanya, organitzen un tribunal on es reparteixen els papers de jutge, fiscal i defensor, així com testimonis i públic. El fiscal relata els esdeveniments de Gibraltar durant els darrers 200 anys i intenta demostrar que es van emprar males arts per l'ocupació gradual de territoris i aigües jurisdiccionals espanyoles. Després dels al·legats, el jurat es retira a deliberar.

## Repartiment
- Manuel Galiana
- Federico Iyan
- Carlos Pereira
- Carlos Riera
- Manuel Tejada
- Ricardo Tundidor

## Premis
Als Premis del Sindicat Nacional de l'Espectacle de 1967 va guanyar el premi especial de 250.000 pts.